# Vassilikí Thánou-Christophílou
Vassilikí Thánou-Christophílou (en grec :  Βασιλική Θάνου-Χριστοφίλου, /vasiliˈci ˈθanu xristoˈfilu/), née le 3 novembre 1950 à Chalcis en Grèce, est une magistrate et femme d'État grecque, Première ministre d'août à septembre 2015.
Présidente de la Cour de cassation de la République hellénique de juillet 2015 à septembre 2017, elle est nommée Première ministre après la démission du gouvernement dirigé par Aléxis Tsípras. Première femme chef de gouvernement en Grèce, elle assume provisoirement ces fonctions jusqu'à la convocation d'élections législatives anticipées.

## Biographie

### Carrière judiciaire
Vassilikí Thánou-Christophílou a étudié le droit à l'université d'Athènes et le droit européen à l'université Panthéon-Assas (Paris II), en France. Elle devient magistrate en 1975. Elle est promue présidente de tribunal en 1992, puis présidente de cour d'appel en 1996. Entre 2008 et 2014, elle est présidente de la quatrième chambre civile de la Cour de cassation. Elle est nommée vice-présidente de la Cour de cassation en 2014. Elle a enseigné pendant six ans le droit civil à l'École nationale de la magistrature.
Vassilikí Thánou-Christophílou est connue pour son engagement syndical, dont elle a une grande expérience. Elle est élue présidente de l'Union grecque des juges et des procureurs depuis 2012. Elle est réélue à cette fonction en mai 2014 pour un nouveau mandat de deux ans,. À ce titre, elle se fait connaître par ses prises de position. Elle s'oppose à la taxe immobilière prélevée sur les factures d'électricité, qu'elle estime inconstitutionnelle. En février 2015, elle est l'auteure d'une lettre adressée au président de la Commission européenne, Jean-Claude Juncker, dans laquelle elle demande une intervention en faveur d'une solution à la crise des finances publiques. Elle y affirme notamment que la politique d'austérité budgétaire menée en Grèce est un échec « puisque la récession continue et que les riches continuent de pratiquer l'évasion fiscale ». Cette initiative est critiquée par certains membres de l'union syndicale.
Vassilikí Thánou-Christophílou est nommée présidente de la Cour de cassation par le gouvernement, sur proposition du ministre de la Justice, Níkos Paraskevópoulos, le 28 juin 2015. Elle est la quarante-deuxième présidente de la Cour, la première à être issue du monde syndical, et la deuxième femme à ce poste. Sa nomination marque une rupture par rapport à l'usage des années précédentes, qui était de nommer au poste de président celui des vice-présidents ayant la plus forte ancienneté. Selon le ministre de la Justice, ce choix s'explique par le fait que deux des trois vice-présidents ayant une ancienneté supérieure étaient proches de la limite d'âge pour occuper la fonction de président, qui est fixée à 67 ans par la Constitution. La Nouvelle Démocratie critique cette nomination : l'ancien ministre de la Justice Charálambos Athanasíou accuse le gouvernement d'avoir rompu avec l'usage pour des raisons politiques.
Vassilikí Thánou-Christophílou prend ses fonctions de présidente de la Cour de cassation le 1er juillet 2015. Elle devient également présidente de la Cour électorale (εκλογοδικείο), qui est chargée de superviser l'organisation des élections et du référendum. Cette fonction revient à celui des présidents des trois cours suprêmes grecques qui a la plus grande ancienneté ; or, les mandats des deux autres présidents sont arrivés à leur terme et leurs successeurs n'ont pas encore été désignés. Pour la même raison, Vassilikí Thánou-Christophílou est appelée à exercer la fonction de Première ministre en cas d'impossibilité de former un gouvernement, selon la procédure prévue par l'article 37 de la Constitution grecque.

### Première ministre

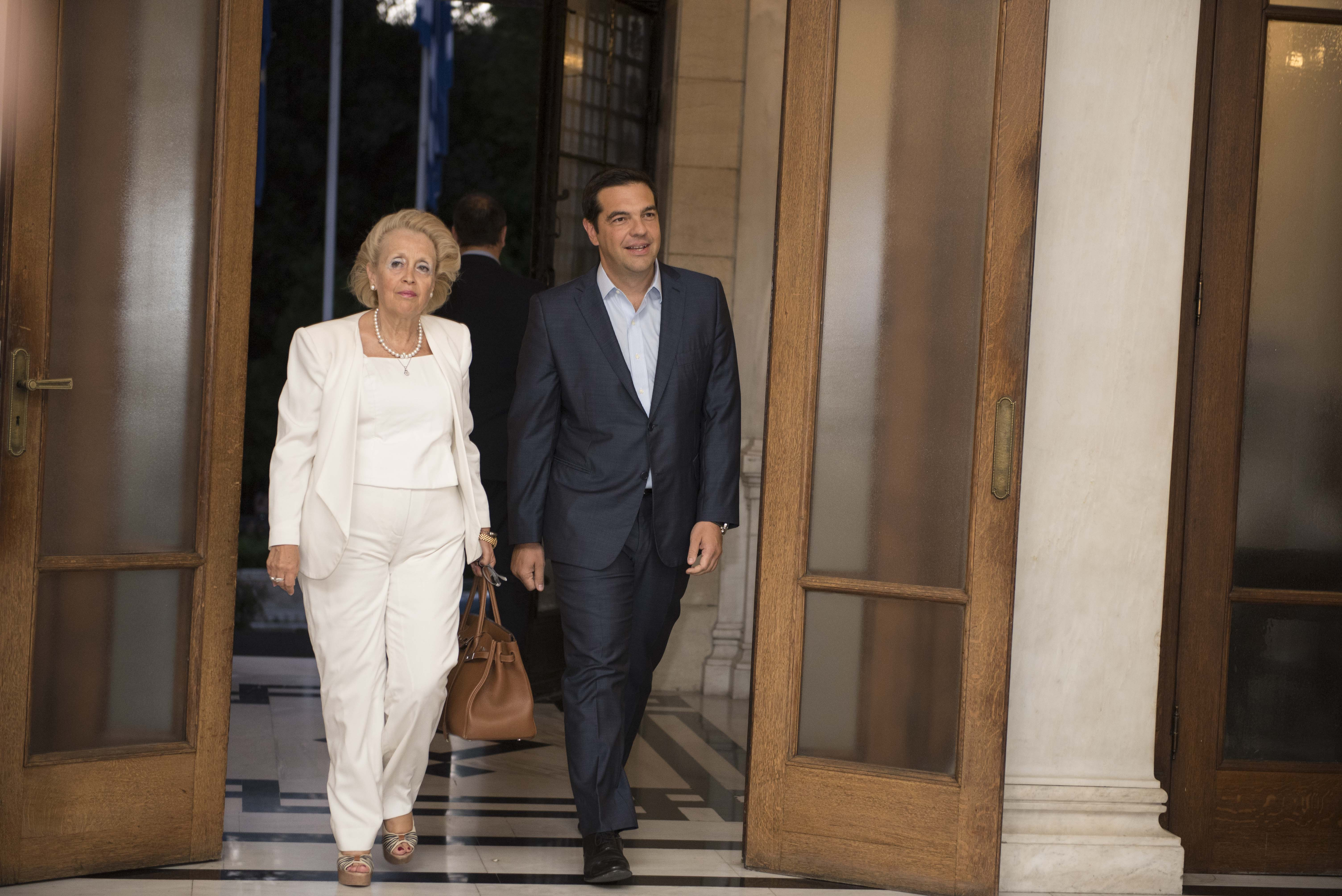
Vassilikí Thánou-Christophílou le 27 août 2015, après sa prestation de serment, en compagnie d'Aléxis Tsípras.

Après la démission du Premier ministre Aléxis Tsípras, aucun parti ne parvient à former un nouveau gouvernement à l'issue des mandats exploratoires. En conséquence, Vassilikí Thánou-Christophílou est nommée Première ministre par intérim le 27 août 2015 par le président de la République, Prokópis Pavlópoulos et chargée de diriger un gouvernement provisoire jusqu'aux élections anticipées. Elle est la première femme chef de gouvernement en Grèce. Elle prête serment le jour même au palais présidentiel d'Athènes et forme son gouvernement le lendemain, composé d'experts reconnus par la plupart des partis politiques.

## Publications
- (el) « Το αστικό Δίκαιο και η Προστασία του Περιβάλλοντος », 1997.
- (el) « Γραφείο Διεθνούς Ασφάλισης », εισήγηση στο συνέδριο της Ένωσης Δικαστών και Εισαγγελέων, 2001.
- (el) « Η αγωγή (εξ αναγωγής) του ασφαλιστή κατά των ασφαλισμένων προσώπων, σε περίπτωση εξαίρεσης από την ασφαλιστική κάλυψη », 2011.
- (el) « Ποιος δεν θεωρείται τρίτος και δεν δικαιούται αποζημίωσης από τον ασφαλιστή, άρθρο 6§2 και άρθρο 7 του Νόμου 489/1976 », 2012.
- (el) « Δικαστική Μεσολάβηση », 2013.
- (el) « Θέματα από την πρόσφατη νομολογία του Αρείου Πάγου, στις διαφορές αποζημίωσης, από τροχαία ατυχήματα », 2014.